# Alexander Schuller
Alexander Schuller (* 15. Juli 1934 in Beppu, Japan) ist ein deutscher Soziologe.
Schuller wuchs bis 1941 in China, hauptsächlich Hongkong, auf. 1954 erwarb er in den USA in Soziologie den akademischen Grad eines Bachelor of Arts. Anschließend studierte er in München, Paris, London und Berlin. 1973 promovierte er an der FU Berlin mit einer Untersuchung über Curriculum und Selbstbestimmung zum Dr. phil.
Seit 1975 lehrte er als Professor für Soziologie an der FU Berlin. Zu seinen Forschungsschwerpunkten zählen Bildungssoziologie und Medizinsoziologie. Er war Leiter des Instituts für Soziale Medizin an der FU Berlin. Forschungsprofessuren führten ihn in die USA  nach Princeton und Harvard.
Er ist Mitherausgeber der Reihe Paragrana im Akademie-Verlag. Gemeinsam mit der Soziologin Jutta Anna Kleber gab er die Sammelbände Gier. Zur Anthropologie der Sucht (1993) und Verschlemmte Welt. Essen und Trinken historisch-anthropologisch (1994) heraus. Schuller prägte den Ausdruck Onanisierung der Sexualität. 1999 beteiligte er sich an der Debatte über Peter Sloterdijks Regeln für den Menschenpark und verteidigte Sloterdijk gegen den Vorwurf, die Aufklärung verraten zu haben.

## Veröffentlichungen (Auswahl)
- mit Nikolaus Heim: Der codierte Leib. Zur Zukunft der genetischen Vergangenheit. Artemis-Verlag, Zürich/München.
- als Hrsg.: Medizinsoziologie. Ein Studienbuch. Stuttgart 1992.
- als Hrsg.: Die andere Kraft. Zur Renaissance des Bösen. Berlin 1993.
- als Hrsg.: Verschlemmte Welt. Essen und Trinken historisch-anthropologisch. 1994.
- Hellas in der Doppelhaushälfte. Eltern und Kinder brauchen einander nicht mehr. Über den Tod der Familie. In: FAZ. 3. Juli  2001.